# 4686 Маісіка
4686 Маісіка (4686 Maisica) — астероїд головного поясу, відкритий 22 вересня 1979 року.
Тіссеранів параметр щодо Юпітера — 3,527.